# Raphaël Duflos
Pour les articles homonymes, voir Duflos.

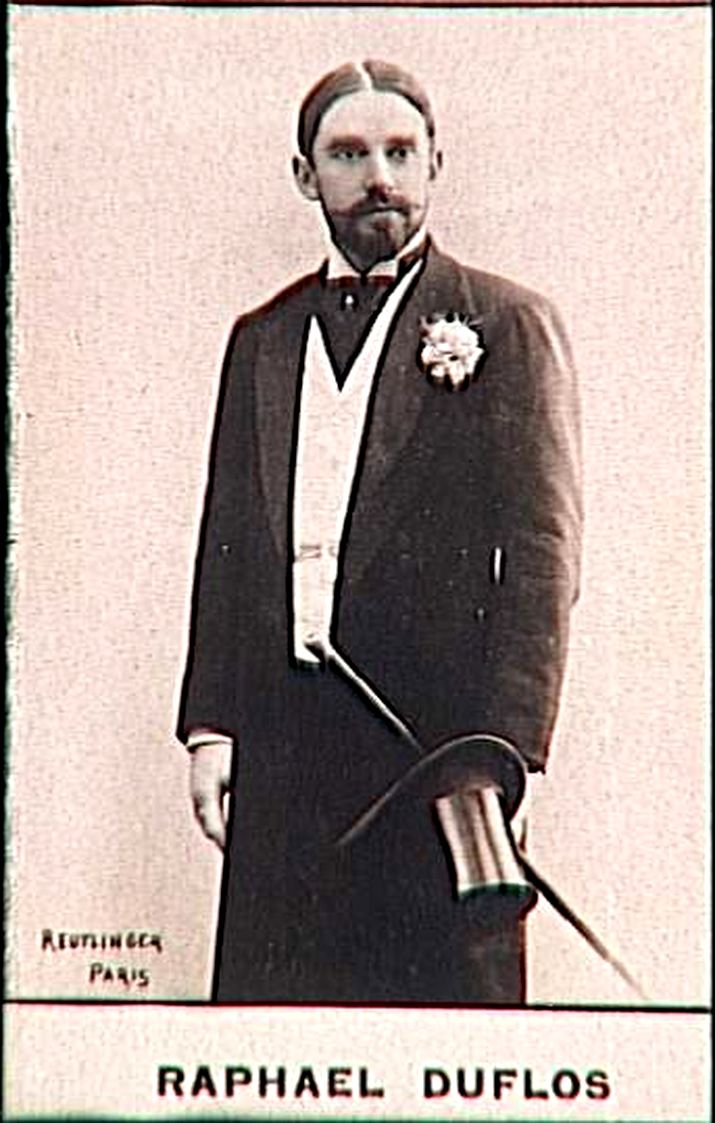
Raphaël Duflos vers 1890

Raphaël Duflos est un acteur français, né le 30 janvier 1858 à Lille (Nord), mort le 21 janvier 1946 en son domicile dans le 8e arrondissement de Paris.

## Biographie
Raphaël Duflos, Émile Henri Duflos de son nom complet, est entré à la Comédie-Française en 1884. Il fut sociétaire du Français de 1896 à 1924 (le 331e sociétaire), professeur au Conservatoire national d'art dramatique, où il eut notamment pour élèves Huguette Duflos, Maurice Escande, Fernand Ledoux, Charles Boyer, Madeleine Renaud, Marie Bell, Edwige Feuillère, Annie Ducaux, Jeanne Sully.
Il fut le mari d'Huguette Duflos.
Le 1er janvier 1925, il devient sociétaire honoraire au Français. Il meurt en janvier 1946 à Paris et est inhumé au cimetière du Père-Lachaise (36e division).

## Théâtre

### Hors Comédie-Française
- 1883 : Severo Torelli de François Coppée, théâtre de l'Odéon : Barnabo Spinola
- 1887 : Renée d'Émile Zola, théâtre du Vaudeville : Aristide Saccard
- 1887 : L'Affaire Clemenceau d'Armand d'Artois, théâtre du Vaudeville
- 1890 : Dernier amour de Georges Ohnet, théâtre du Gymnase
- 1890 : L'Obstacle d'Alphonse Daudet, théâtre du Gymnase
- 1891 : Musotte de Guy de Maupassant et Jacques Normand, théâtre du Gymnase
- 1892 : La Menteuse d'Alphonse Daudet et Léon Hennique, théâtre du Gymnase
- 1892 : Un drame parisien d'Ernest Daudet, théâtre du Gymnase
- 1892 : Charles Demailly d'après Edmond et Jules de Goncourt, théâtre du Gymnase
- 1893 : L'Homme à l'oreille cassée d'après Edmond About, théâtre du Gymnase

### Carrière à la Comédie-Française

#### Sociétaire
- 1895 : Les Tenailles de Paul Hervieu : Robert Fergan
- 1897 : Le Passé de Georges de Porto-Riche : François Prieur
- 1899 : La Conscience de l'enfant de Gaston Devore : Jean
- 1902 : Le Passé de Georges de Porto-Riche : François Prieur
- 1903 : Les affaires sont les affaires d'Octave Mirbeau : Lucien Garraud
- 1904 : Britannicus de Jean Racine : Néron
- 1905 : Le Duel de Henri Lavedan : Docteur Morey
- 1906 : Les Caprices de Marianne d'Alfred de Musset : Octave
- 1906 : Les Mouettes de Paul Adam : Chambalot
- 1907 : Monsieur Alphonse d'Alexandre Dumas fils : de Montaiglin
- 1907 : Chacun sa vie de Gustave Guiches et Pierre-Barthélemy Gheusi : Jacques d'Arvant
- 1908 : Amoureuse de Georges de Porto-Riche : Pascal Delannoy
- 1909 : Connais-toi de Paul Hervieu : Doncières
- 1909 : Sophonisbe d'Alfred Poizat, mise en scène Mounet-Sully : Scipion
- 1910 : La Fleur merveilleuse de Miguel Zamacoïs : Chevalier de Blancourt
- 1913 : Le Misanthrope de Molière : Alceste
- 1913 : Sophonisbe d'Alfred Poizat ; mise en scène Mounet-Sully : Scipion
- 1914 : L'Envolée de Gaston Devore : Derembourg
- 1915 : Le Mariage forcé de Molière : Alcidas
- 1917 : Dom Juan ou le Festin de pierre de Molière : Dom Juan
- 1918 : Lucrèce Borgia de Victor Hugo : Don Alphonse d'Este
- 1920 : Hernani de Victor Hugo : Don Carlos
- 1920 : Les Effrontés d'Émile Augier, mise en scène Raphaël Duflos : Vernouillet
- 1920 : Maman Colibri d'Henry Bataille : le baron de Rysbergue
- 1921 : Francillon d'Alexandre Dumas fils : Sébastien de Grandredon
- 1921 : Le Passé de Georges de Porto-Riche : François Prieur
- 1922 : L'Abbé Constantin d'Hector Crémieux et Pierre Decourcelle
- 1922 : Marion de Lorme de Victor Hugo : Louis XIII
- 1923 : Les Deux Trouvailles de Gallus de Victor Hugo : le duc Gallus
- 1924 : La Dépositaire d'Edmond Sée : Léon Carriès

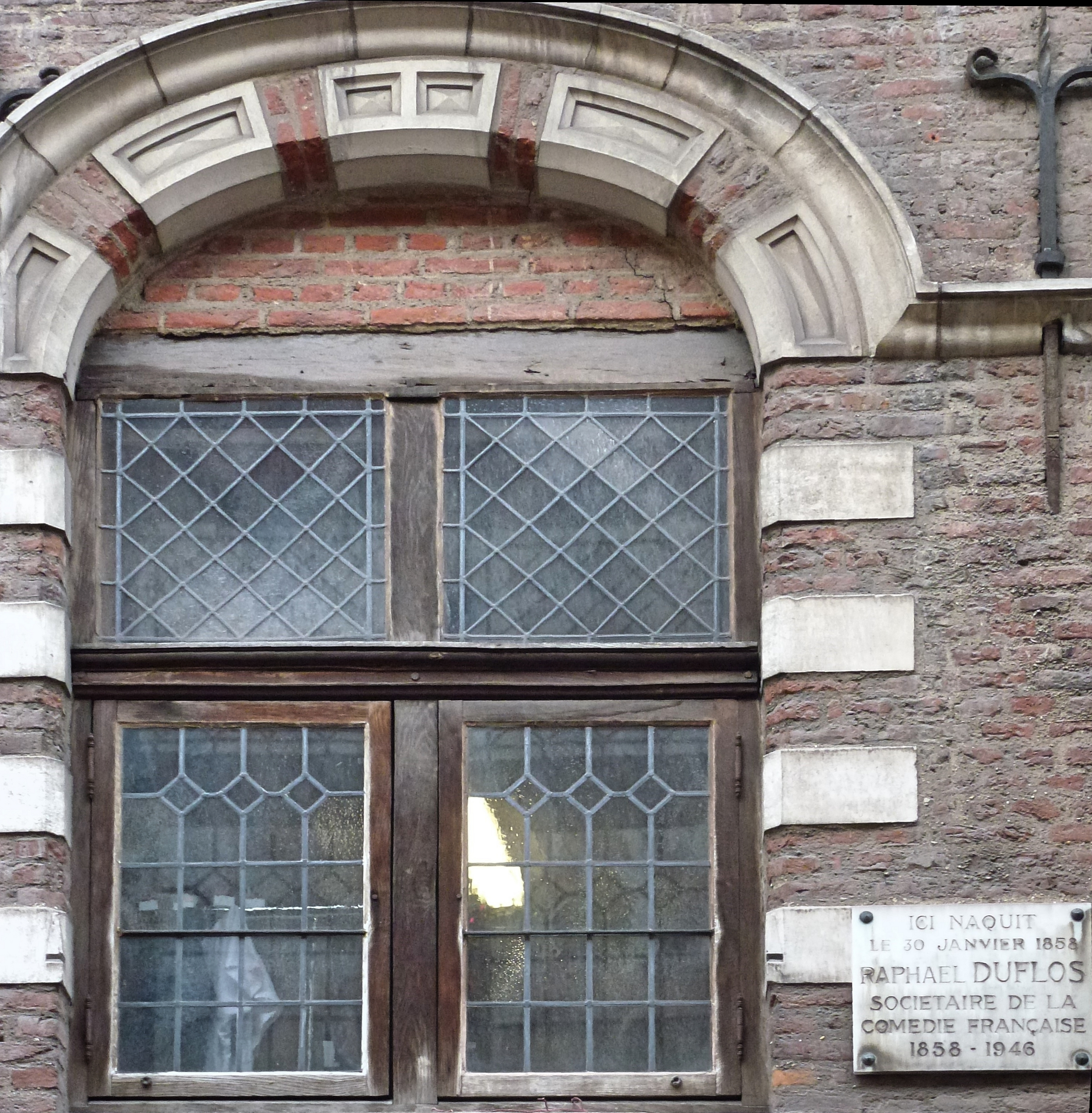
Plaque commémorative, 12 rue de la Monnaie (Lille)

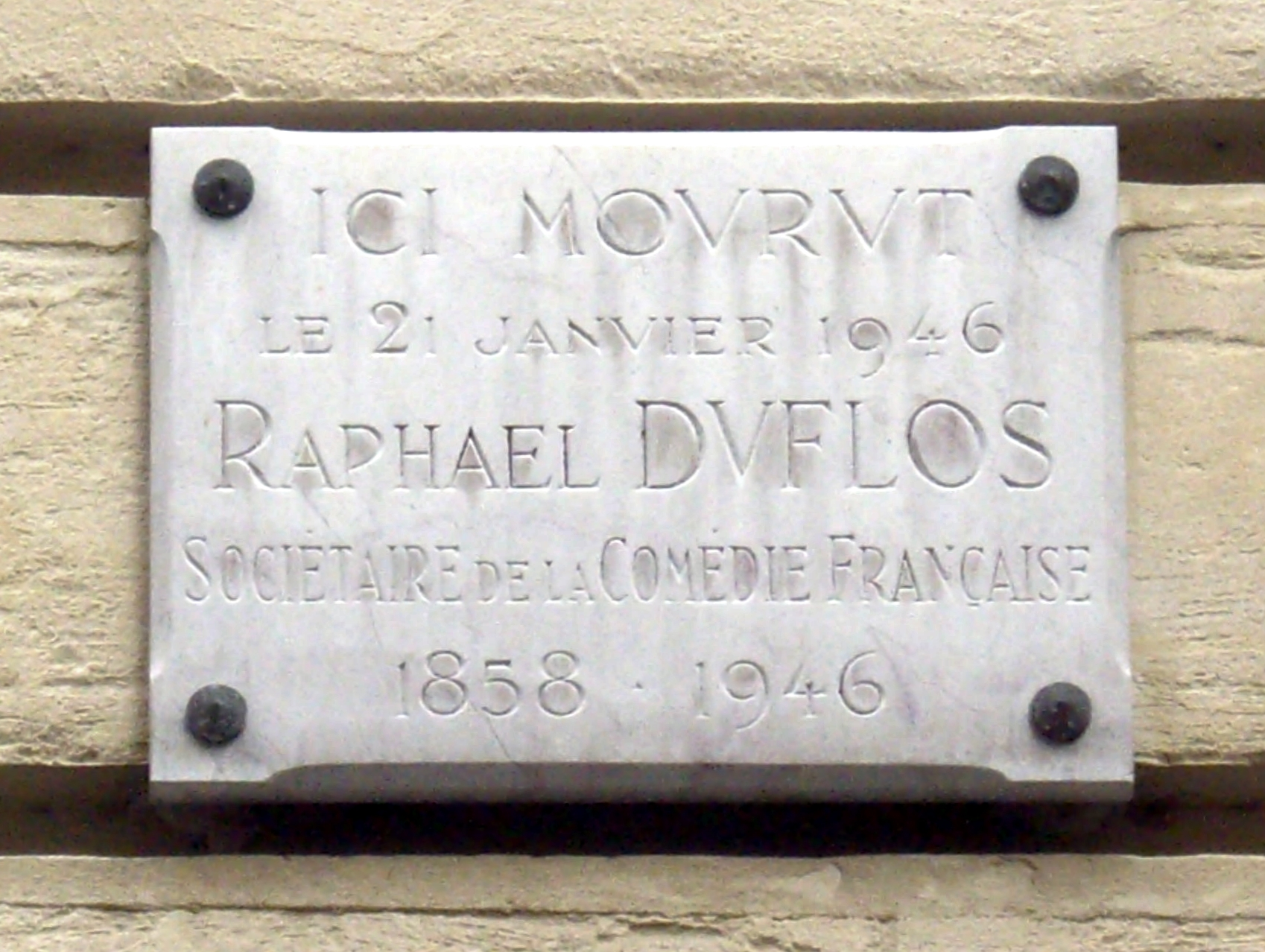
Plaque commémorative, 12 rue Cambacérès, Paris 8e

## Filmographie
- 1908 : L'Assassinat du duc de Guise d'André Calmettes et Charles Le Bargy
- 1914 : Le Droit de l'enfant d'Henri Pouctal
- 1916 : La Flambée d'Henri Pouctal
- 1916 : C'est pour les orphelins ! de Louis Feuillade
- 1916 : L'Instinct d'Henri Pouctal : Jean Bernon
- 1920 : Au travail d'Henri Pouctal : Delaveau